# Daniel Craig
Daniel Wroughton Craig (Chester, 2 maart 1968) is een Brits acteur.

## Biografie

### Jeugd
Daniel Craig werd in Chester geboren als de zoon van Timothy John Wroughton Craig en Carol Olivia. Zijn vader was de eigenaar van de cafés Ring o' Bells in Frodsham en Boot Inn in Willington en had een verleden als adelborst in de koopvaardij. Zijn moeder was een kunstlerares. Beide ouders waren gedeeltelijk van Welshe afkomst. Zijn jeugd bracht hij door op het schiereiland Wirral en hij ging naar de lagere school in Frodsham en Hoylake. Later studeerde hij net als zijn oudere zus Lea aan de Hilbre High School in West Kirby, hoewel hij niet slaagde in zijn Eleven plus-examen, een test die leerlingen het einde van de lagere school afleggen om hun verdere schoolloopbaan te bepalen. Na de echtscheiding van zijn ouders verhuisde Craig met zijn moeder en zus naar Liverpool.
Nadat zijn leerplicht op zestienjarige leeftijd was afgelopen, sloot Craig zich kort aan bij de Calday Grange Grammar School. In zijn jeugd speelde hij ook rugby bij de Hoylake RFC Rugby Union Club. Reeds op zesjarige leeftijd acteerde hij in schoolvoorstellingen. Later sloot hij zich in Liverpool aan bij het Everyman Theatre. Op zestienjarige leeftijd werd hij toegelaten tot het National Youth Theatre, waardoor hij zijn studies stopzette en deeltijds aan de slag ging als ober om zijn acteeropleiding te betalen. Na verscheidene audities versierde hij ook een plaats in de Guildhall School of Music and Drama. Daar studeerde hij in 1991 af.

### Acteercarrière
Hoewel Craig in 1993 meewerkte aan de Royal National Theatre-productie Angels in America en te zien was in een aflevering van de Britse dramaserie Heartbeat, kende zijn acteercarrière aanvankelijk weinig succes. Sommige media beweren dat Craig in deze periode dakloos was. In Daniel Craig: The Biography stelt een kennis van Craig dat hij nooit dakloos was, maar wel ooit een nacht op een parkbank doorbracht.
In 1996 kreeg de 27-jarige Craig de rol van Geordie Peacock in de televisieserie Our Friends in the North. De reeks, die later beschouwd werd een van de meest succesvolle series van de BBC in de jaren negentig, lanceerde ook de acteercarrière van Mark Strong, met wie Craig tijdens de opnames bevriend raakte. In de daaropvolgende jaren werkte hij zich ook hogerop in de filmwereld. In 1998 vertolkte hij de levenspartner van schilder Francis Bacon in Love Is the Devil en kroop hij in de huid van priester John Ballard in de Oscarwinnende biopic Elizabeth. Net na de eeuwwisseling was hij aan de zijde te zien van Angelina Jolie in de videogameverfilming Lara Croft: Tomb Raider (2001). Later verklaarde Craig dat hij enkel voor het geld aan die film had meegewerkt. In 2002 speelde hij de antagonist in de gangsterfilm Road to Perdition. Het was zijn eerste samenwerking met regisseur Sam Mendes.
Nadien maakte Craig faam met Britse producties. Voor zijn rol in The Mother (2003) van Roger Michell werd hij in 2004 genomineerd voor een European Film Award. Datzelfde jaar vertolkte hij de hoofdrol in de populaire misdaadfilm Layer Cake van regisseur Matthew Vaughn en werkte hij met Michell ook samen aan de boekverfilming Enduring Love. Voor die laatste prent won Craig in 2005 een London Film Critics Circle Award.

#### James Bond

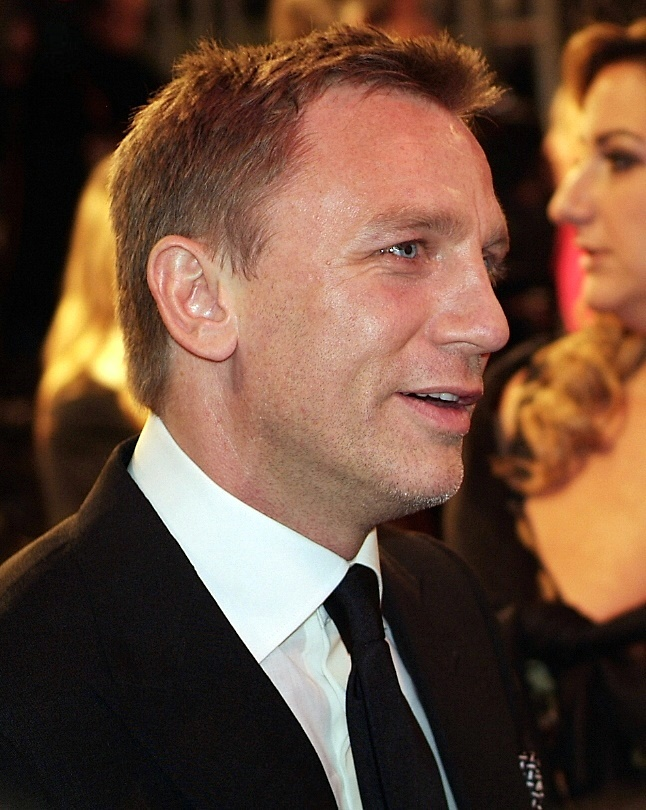
Daniel Craig tijdens de BAFTA's van 2007.

In 2005 werd Craig door EON Productions gekozen om de nieuwe James Bond te vertolken. De toen 37-jarige acteur trad in de voetsporen van Pierce Brosnan. Op 14 oktober 2005 werd hij na een boottocht op de Thames aan de pers voorgesteld. Craig was de eerste Bondacteur die na 1962, het begin van de filmreeks, en het overlijden van Ian Fleming, de schrijver van de boeken waarop de filmreeks gebaseerd is, geboren werd. In de maanden na de bekendmaking werd de keuze voor Craig regelmatig bekritiseerd omdat hij met zijn blonde haren, blauwe ogen en gemiddelde lengte (178 cm) niet voldeed aan wat toen beschouwd werd als de fysieke vereisten voor de rol van James Bond. Er verschenen verscheidene internetcampagnes die opriepen om zijn eerste Bondfilm te boycotten.
In november 2006 ging Casino Royale in première. Zijn eerste Bondfilm werd een kassucces; wereldwijd bracht de film zo'n 600 miljoen dollar op. De filmpers prees ook Craigs acteerprestatie en geloofwaardigheid.
Reeds in juli 2006 kondigden producenten Barbara Broccoli en Michael G. Wilson aan dat de volgende Bondfilm Quantum of Solace zou heten en dat de film in 2008 in première zou gaan. Door de Writers' Strike, een staking van de Writers Guild of America in de periode 2007-2008, werden Craig en regisseur Marc Forster verplicht om zelf enkele scènes te schrijven. Quantum of Solace bracht meer dan 580 miljoen dollar op, maar kreeg minder positieve recensies dan zijn voorganger. In 2008 werkte Craig ook mee aan de videogame 007: Quantum of Solace.
De volgende Bondfilm, Skyfall, ging door de financiële problemen van filmstudio MGM pas in 2012 in première. De release maakte deel uit van de 50e verjaardag van de Bondreeks, die in 1962 van start was gegaan met Dr. No. Skyfall werd geregisseerd door Sam Mendes, met wie Craig eerder al had samengewerkt aan Road to Perdition. Met een opbrengst van meer dan een miljard dollar werd het de succesvolste Bondfilm ooit. Skyfall sleepte ook twee Academy Awards in de wacht. In 2015 ging de volgende Bondfilm, Spectre, in première. Op 16 augustus 2017 bevestigde Craig in The Late Show with Stephen Colbert dat hij een vijfde keer James Bond zou spelen in de film No Time to Die. In 2021, kort na het uitkomen van die film, kreeg Craig een ster op de Hollywood Walk of Fame – met als adres Hollywood Blvd. 7007.

#### Overige projecten

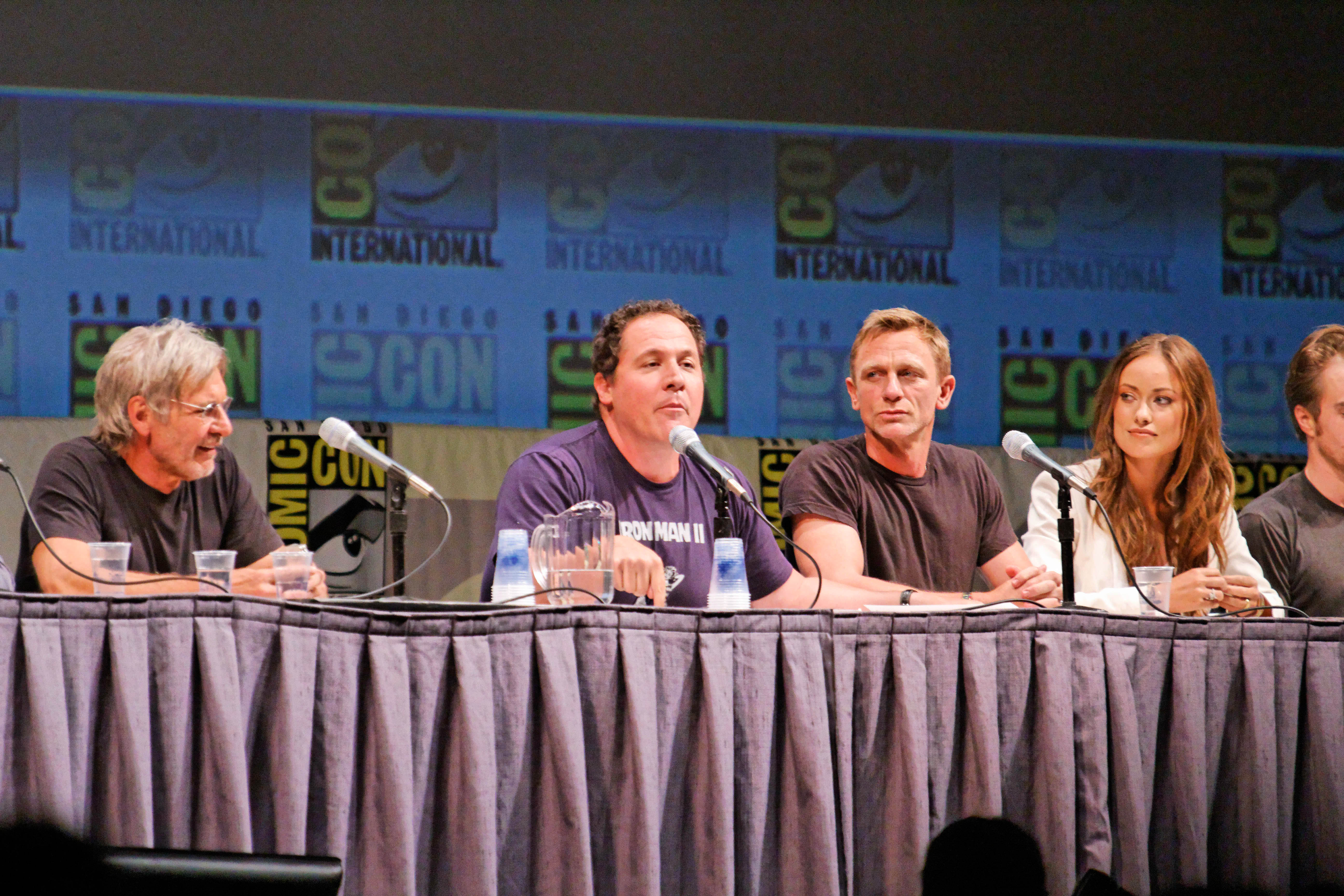
Craig (derde van links) met de cast en regisseur van Cowboys & Aliens (Comic-Con, 2010).

In hetzelfde jaar als zijn James Bond-debuut kroop Craig ook in de huid van moordenaar Perry Smith in de biografische film Infamous (2006). Een jaar later werkte hij met Oscarwinnares Nicole Kidman samen aan de horrorfilm The Invasion en avonturenfilm The Golden Compass. In 2008 vertolkte hij partizanenleider Tuvia Bielski in de Tweede Wereldoorlog-film Defiance. Drie jaar later kreeg Craig ook de hoofdrol in de ambitieuze stripboekverfilming Cowboys & Aliens van regisseur Jon Favreau. De film leverde niet het verhoopte financiële succes op; met 175 miljoen dollar was de film goed voor slechts zo'n tien miljoen dollar winst. In 2012 werkte hij met regisseur David Fincher samen aan de Amerikaanse filmversie van The Girl with the Dragon Tattoo. De film, die gebaseerd was op Stieg Larssons Millennium-trilogie, won een Oscar.
In 2009 werkte hij met collega Hugh Jackman mee aan de Broadway-productie A Steady Rain. Van oktober 2013 tot januari 2014 was hij aan de zijde van zijn echtgenote Rachel Weisz te zien in de Broadway-toneelstuk Betrayal. Hoewel niet alle recensenten positief waren over de theaterproductie, werd Betrayal met 17,5 miljoen dollar het op een na succesvolste Broadway-toneelstuk van 2013.
Op 6 oktober 2012 presenteerde Craig een aflevering van het Amerikaans sketchprogramma Saturday Night Live.
In 2024 speelde Craig de hoofdrol in Queer. 

### Privéleven
Craig trouwde in 1992 met de Britse actrice Fiona Loudon, met wie hij een dochter kreeg. Het paar scheidde later. Ook had Craig een relatie met de elf jaar jongere filmproducent Satsuki Mitchell. In juni 2011 trouwde hij met actrice Rachel Weisz, met wie hij datzelfde jaar samenwerkte aan de thriller Dream House. In 2018 kregen ze samen een dochter. Hij is goed bevriend met acteur Mark Strong en tevens de peetvader van diens oudste zoon.

## Filmografie
- Queer (2024) ) William Lee
- Glass Onion: A Knives Out Mystery (2022) - Benoit Blanc
- No Time to Die (2021) - James Bond
- Knives Out (2019) - Benoit Blanc
- Kings (2017) - als Obie Harding
- Logan Lucky (2017) - als Joe Bang
- Star Wars: Episode VII: The Force Awakens (2015) - Stormtrooper
- Spectre (2015) - James Bond
- One Life (2013)  - Verteller
- Skyfall (2012)  - James Bond
- The Girl with the Dragon Tattoo (2011) - Mikael Blomkvist
- The Adventures of Tintin: The Secret of the Unicorn (2011) - Red Rackham/Scharlaken Rackham
- Dream House (2011) - Will Atenton
- Cowboys & Aliens (2011) - Jake Lonergan
- James Bond Supports International Women's Day (2011) - 007
- Defiance (2008) - Tuvia Bielski
- Quantum of Solace (2008) - James Bond
- Flashbacks of a Fool (2008) - Joe Scott
- The Golden Compass (2007) - Lord Asriel
- The Invasion (2007) - Ben
- Casino Royale (2006) - James Bond
- Infamous (2006) - Perry Smith
- Renaissance (voice-over, 2006) - Barthélémy Karas
- Munich (2005) - Steve
- Archangel (televisiefilm, 2005) - Fluke Kelso
- Sorstalanság (2005) - Army Sergeant
- The Jacket (2005) - Rudy Mackenzie
- Layer Cake (2004) - XXXX
- Enduring Love (2004) - Joe
- Sylvia (2003) - Ted Hughes
- Occasional, Strong (2002) - Jim
- Copenhagen (televisiefilm, 2002) - Werner Heisenberg
- Ten Minutes Older: The Cello (2002) - Cecil (segment Addicted to the Stars)
- Road to Perdition (2002) - Connor Rooney
- Lara Croft: Tomb Raider (2001) - Alex West
- Sword of Honour (televisiefilm, 2001) - Guy Crouchback
- Hotel Splendide (2000) - Ronald Blanche
- Some Voices - Ray
- I Dreamed of Africa (2000) - Declan Fielding
- Shockers: The Visitor (televisiefilm, 1999) - Richard
- The Trench (1999) - Sgt. Telford Winter
- Love Is the Devil: Study for a Portrait of Francis Bacon (1998) - George Dryer
- Elizabeth (1998) - John Ballard
- Love and Rage (1998) - James Lynchehaun
- Obsession (1997) - John MacHale
- The Hunger (televisieserie) - Jerry Pritchard (afl. Menage a Trois, 1997)
- The Ice House (televisiefilm, 1997) - D.S. Andy McLoughlin
- Kiss and Tell (televisiefilm, 1996) - Matt Kearney
- The Fortunes and Misfortunes of Moll Flanders (televisiefilm, 1996) - James 'Jemmy' Seagrave
- Tales from the Crypt (televisieserie) - Barry (afl. Smoke Wrings, 1996)
- Our Friends in the North (miniserie, 1996) - Geordie (George) Peacock
- A Kid in King Arthur's Court (1995) - Master Kane
- Heartbeat (televisieserie) - Peter Begg (afl. A Chilly Reception, 1993)
- Between the Lines (televisieserie) - Joe Rance (afl. New Order, 1993)
- The Young Indiana Jones Chronicles (televisieserie) - Schiller (afl. Palestine, October 1917, 1993)
- Zorro (televisieserie) - Lieutenant Hidalgo (afl. The Arrival en Death & Taxes, 1993)
- Sharpe's Eagle (televisiefilm, 1993) - Lt. Berry
- Drop the Dead Donkey (televisieserie) - Fixx (afl. George and His Daughter, 1993)
- Genghis Cohn (televisiefilm, 1993) - Lieutenant Guth, Schatz' replacement
- Boon (televisieserie) - Jim Parham (afl. MacGruffin's Transputer, 1992)
- Covington Cross (televisieserie) - Walkway Guard (afl. Pilot, 1992)
- The Power of One (1992) - Sgt. Botha
- the Adventures of Young Indiana Jones: Daredevils of the Desert (video, 1992) - Schiller

## Videogames
- World of Espionage (2015) - James Bond
- 007 Legends (2012) - James Bond
- James Bond 007: Blood Stone (2010) - James Bond
- GoldenEye 007 (2010) - James Bond
- Quantum of Solace (2008) - James Bond